# 워싱턴 시티 페이퍼
워싱턴 시티 페이퍼(영어: Washington City Paper)는 미국의 대안 주간 신문으로 워싱턴 D.C.와 그 주변에서 생산되고 있다. 매주 목요일 유통되며, 2006년 기준으로 85,588부가 판매된다. 주로 사설은 지역 뉴스 및 예술에 초점이 맞추어져 있다. 2018년의 판매 부수는 4만 7천부를 기록하였다.

## 역사
워싱턴 시티 페이퍼는 볼티모어 시티 페이퍼의 소유주인 러스 스미스와 앨런 허쉬가 1981년 창간하였다. 이후 1982년 1월 시티 페이퍼로 사명을 변경하였고, 같은 해 12월 스미스와 허쉬는 80%를 시카고 리더 주식회사에 매각했다. 1988년 시카고 리더는 나머지 20%를 인수하였다. 2007년 7월 워싱턴 시티 페이퍼와 시카고 리더 모두 탬파에 본사를 두고 있는 크리에이티브 로핑 체인에 매각됐다. 2012년 크리에이티브 로핑 애틀랜타와 워싱턴 시티페이퍼가 사우스콤 커뮤니케이션스에 인수됐다.
오랜 기간 총지배인을 맡았던 에이미 오스틴은 2003년 출판인으로 승진하였다. 마이클 섀퍼는 에릭 웸플이 새로운 지역의 신생 기업인 TBD를 운영하기 위해 편집장 직을 사임한 지 두 달 후인 2010년 4월에 편집자로 임명됐다.
2017년 12월 21일, D.C. 지역의 벤처 투자가이자 자선가인 마크 아인이 시티 페이퍼를 인수할 것이라고 발표하였다. 아인은 D.C.에 뿌리를 두고 있는 신문을 처음으로 소유한 사람이 되었다. 아인은 신문의 장기적 성공을 위해 알럼니 그룹 및 프렌즈 오브 워싱턴 시티 페이퍼라는 이름의 두 개의 그룹을 설립했다고 발표하였다.

## 콘텐츠
- 표지 관련 글, 2500자에서 12000자 정도의 길이
- 예술 관련 글, 1200자에서 2000자 정도의 길이
- 디스트릭트 라인, 워싱턴 D.C.에 관한 짧은 뉴스
- 루스 립스, D.C. 지역의 정치에 관한 뉴스 칼럼
- 영 & 헝그리, 음식 칼럼 및 블로그
- 하우징 컴플렉스, 부동산 관련 칼럼 및 블로그
- 다양한 기자가 쓰는 음악, 극, 영화, 갤러리 및 책 리뷰
- 시티 라이츠, 이벤트에 관한 비평가 선정 섹션

## 워싱턴 시티 페이퍼에서 일했던 유명한 스태프
- 제이크 태퍼[7]
- 타네히시 코츠[7][8]